# Министро Сентено (бронепалубный крейсер)
Бронепалубный крейсер «Министро Сентено» — крейсер чилийских ВМС конца XIX века. Построен в единственном экземпляре. Являлся вариантом крейсера «Альмиранте Баррозо», построенного для ВМС Бразилии, принадлежал к так называемым «элсвикским» крейсерам, строившимся на экспорт британской компанией Sir W.G. Armstrong & Company.

## Проектирование и постройка
Крейсер был заказан ВМС Бразилии, но в связи с задержкой в оплате был продан Чили в сентябре 1895 года. Первоначально именовался «Чакабуко», но при спуске получил новое название «Министро Сентено». От своих бразильских систершипов отличался однородным вооружением из 152-мм орудий.